# Медзанино
Медзанино (итал. Mezzanino) — коммуна в Италии, располагается в регионе Ломбардия, в провинции Павия.
Население составляет 1472 человека (2008 г.), плотность населения составляет 106 чел./км². Занимает площадь 14 км². Почтовый индекс — 27040. Телефонный код — 0385.
В коммуне 8 сентября особо празднуется Рождество Пресвятой Богородицы.

## Демография
Динамика населения:

## Администрация коммуны
- Официальный сайт: http://www.comune.mezzanino.pv.it/